# Przychodnia Miejska przy ul. Leczniczej w Łodzi

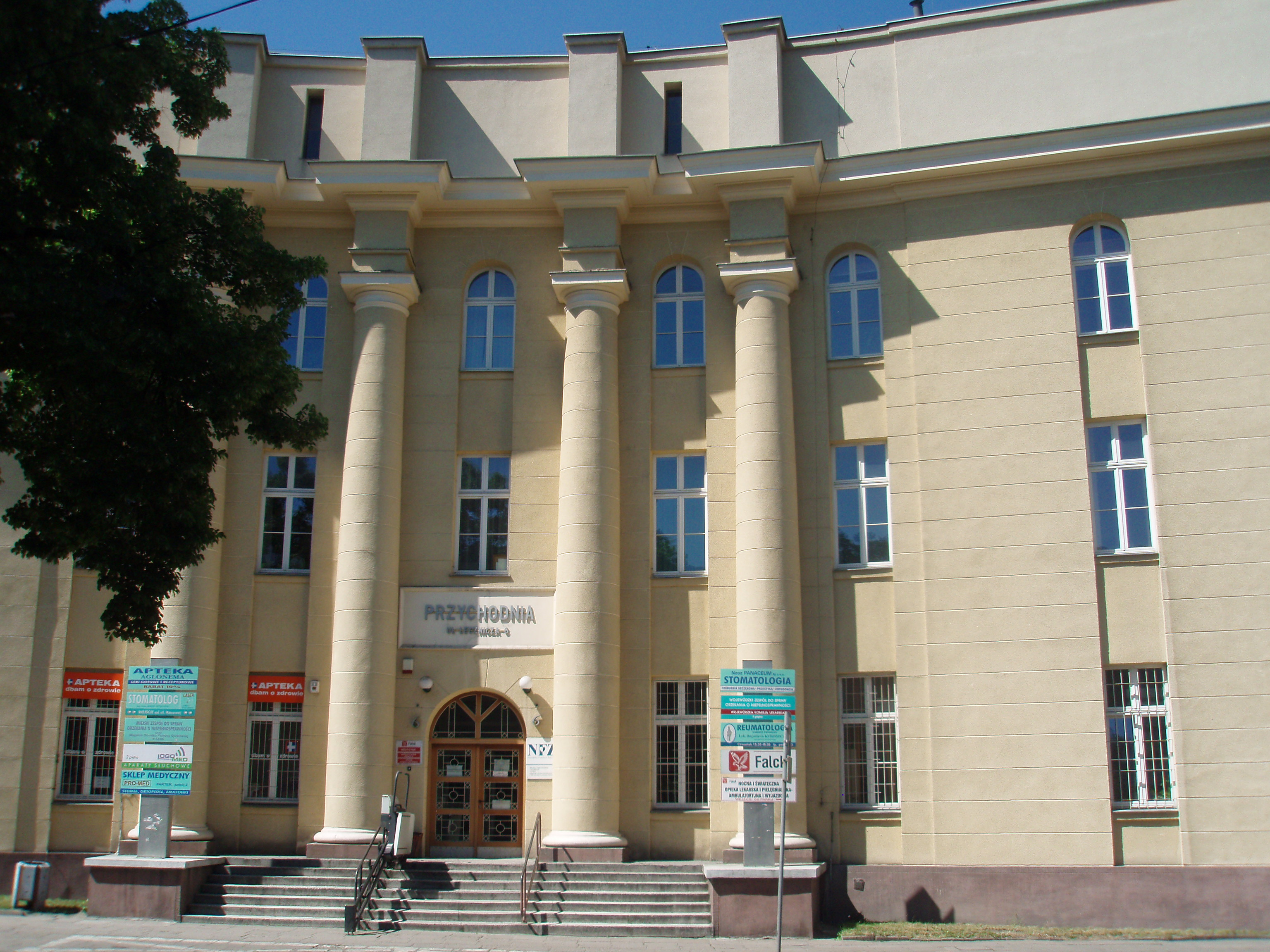
Wejście do przychodni od ul. Leczniczej (czerwiec 2008)

Przychodnia Miejska przy ul. Leczniczej – jedna z najstarszych i największych przychodni w Łodzi, położona na rogu ulicy Leczniczej i Kasowej, w dzielnicy Chojny. Lecznica sąsiaduje z Parkiem Miejskim przy ul. Leczniczej.
Budynek jest własnością gminy Łódź, a użytkuje go Przychodnia Miejska „Lecznicza”. W przychodni mieszczą się głównie gabinety lekarskie, laboratorium i apteki.

## Budynek
Bryła budynku jest skonstruowana w kształcie litery „A” i wraz z elewacją nosi cechy klasycyzującego modernizmu. Długość ramion wynosi ok. 65 m, rozpiętość ok. 70 m, szerokość frontu ok. 30 m. Między ramionami obiektu znajdują się dziedzińce: zewnętrzny (mieszczą się tam budynki pogotowia ratunkowego), do którego wejście z zewnątrz prowadzi od ulicy Kasowej, oraz wewnętrzny. Obie przestrzenie są połączone ze sobą. Budynek składa się z trzech kondygnacji nadziemnych. Powierzchnia użytkowa wynosi ponad 7 tys. m².

### Historia
Obiekt powstał w latach 1927–1930 na zlecenie władz miejskich z przeznaczeniem na przychodnię Ubezpieczalni Społecznej. Projektantem był warszawski architekt Stefan Kraskowski (brat rzeźbiarki Ludwiki Nitschowej). Wykonawcą prac budowlanych była łódzka firma „Konstruktor” kierowana przez inż. Juliusza Leszczyńskiego. Latem 1928 roku budynek był gotowy w stanie surowym. Wiosną 1938 roku łodzianie mogli obejrzeć jego gipsowy model na otwartej 7 maja w parku im. Stanisława Staszica Wystawie Higienicznej, zorganizowanej przez Ubezpieczalnię Społeczną w Łodzi. W czasie wojny w gmachu mieścił się niemiecki szpital, po wojnie – przychodnia lekarska i rehabilitacyjna (w podziemiach jest nawet basen, obecnie jest nieużywany – czeka na remont). Na początku lat 70. XX wieku został wpisany do rejestru zabytków Łodzi. W latach 80. lecznica funkcjonowała jako Zakład Opieki Zdrowotnej.
W latach 2001–2003 przeprowadzono prace remontowo-konserwatorskie. Projekt renowacji przygotowali architekci pod kierunkiem Marka Pabicha. Objęły one wymianę odparzonych części tynku, oczyszczenie ścian i uzupełnienie ubytków. Przeprowadzono renowację stolarki okiennej i drzwiowej oraz przywrócono pierwotny wygląd metalowym okuciom. Większość okien wymieniono, zachowując cechy pierwowzoru.
Budynek wpisany jest do rejestru zabytków pod numerem A/109 z 20.01.1971.

## W pobliżu
- Parki
  - Park Miejski przy ul. Leczniczej,
  - park im. Jarosława Dąbrowskiego,
  - park im. Legionów,
- kościół pw. Matki Boskiej Anielskiej,
- Czerwony Rynek,
- teren dawnej zajezdni tramwajowej „Dąbrowskiego”,
- plac Niepodległości.

## Dojazd
Do skrzyżowania ulic Rzgowskiej i Leczniczej (stan na marzec 2025, nie uwzględnia ewentualnych tymczasowych zmian trasy i linii zastępczych):
- tramwajami linii „3” i „6”,
- autobusem linii „72A/B”.